# باول هولاند
باول هولاند (بالإنجليزية: Paul Holland)‏ (8 يوليو 1973 بلنكولن في المملكة المتحدة - ) هو مدرب كرة قدم ولاعب كرة قدم بريطاني في مركز الوسط. لعب مع شيفيلد يونايتد ونادي بريستول سيتي ونادي تشيسترفيلد ونادي مانسفيلد تاون.

## وصلات خارجية
- باول هولاند على موقع قاعدة بيانات كرة القدم.إي يو (الإنجليزية)
- باول هولاند على موقع Soccerbase.com (مدرب) (الإنجليزية)